# International School Augsburg
Die International School Augsburg (ISA) ist eine englischsprachige private Ganztagsschule in der Augsburger Vorstadt Gersthofen. Die koedukative Schule bietet das International Baccalaureate (IB Diploma) an.
Die 2005 gegründete Schule ist die einzige internationale Schule in einem Umkreis von etwa 60 km um Augsburg. Im Schuljahr 2020/21 werden an der Schule 325 Schüler aus 38 Nationen von 57 Lehrern unterrichtet.

## Geschichte
Der Ballungsraum Augsburg (Regio A³) und die Metropolregion München beherbergen als zwei der größten bayerischen Wirtschaftsstandorte eine Vielzahl an international tätigen Konzernen. Um ausländische Fach- und Führungskräfte in die Region zu holen und lokalen Familien deren globale Mobilität für ihre Arbeitgeber zu erleichtern, ist eine internationale Schule für ansässige Unternehmen ein relevanter Standortfaktor. Daher wurde die ISA mit Unterstützung der IHK Schwaben gegründet und nahm 2005 den ersten Schulbetrieb auf. Die Standortwahl fiel auf Gersthofen, 15 Minuten vom Stadtzentrum Augsburgs und 30 Minuten von München entfernt und mit einer guten Verkehrsanbindung ausgestattet.
63 Schüler begannen im Jahr 2005 in ihr erstes Schuljahr in der Vorschule (Early Learning Centre), der Lower School (Klassen 1 bis 5) und in den ersten Jahrgang der Middle School (Klasse 6). Im Jahr 2010 legte der erste Jahrgang die internationale Mittlere-Reife-Prüfung (IGCSE) ab und im folgenden Schuljahr 2010/11 eröffnete die High School. In das Schuljahr 2020/21 starteten 325 Schüler aus 40 Nationen. 2020 legten 38 Schüler des neunten Jahrgangs die internationale Abiturprüfung (IB Diploma) ab.

## Umweltschule
Die ISA verpflichtet sich, den Respekt für unsere natürliche Welt zu fördern und ermutigt die Schüler, Maßnahmen zum Schutz und Erhalt unserer Umwelt zu ergreifen. Diese Verpflichtung ist in den Lehrplan eingebettet und wird regelmäßig während Schulversammlungen und Schüler-Initiativen angesprochen und gelebt.
Im Schuljahr 2020/2021 wurde die ISA als „Umweltschule in Europa – Internationale Nachhaltigkeitsschule“ mit zwei von drei möglichen Sternen ausgezeichnet.

## Campus: Die Gebäude
2005 bezog die Schule in der Ziegeleistraße das erste Gebäude in Ziegelbauweise. Im Jahr 2008 machte das kontinuierliche Wachstum den Bau einer Sporthalle und zusätzlicher Klassenräume notwendig. Im Jahr 2009 konnte der Neubau, der durch ein erdgasbetriebenes Blockheizkraftwerk beheizt und mit Strom versorgt wird, in den Schulbetrieb übernommen werden. Die eigene Spielwiese, die Turnhalle, ein Waldstück der Schule, die schuleigene Mensa, Musikräume, ein IT-/Multimedia Lab und zwei Science-Räume sowie der Schulbus stehen ISA-Schülern zur Verfügung. Die Gebäude stoßen inzwischen von ihrer Kapazität her an ihre Grenzen. Deshalb plant die ISA einen Neubau. Die neuen Schulgebäude sollen bis September 2025 nahe dem Bahnhofs Gersthofen entstehen.

## (Schul-)Busservice
Die ISA-Schüler können ein weit verzweigtes Schulbusnetz mit mehreren Linien nutzen, das beispielsweise die Orte Mering, Kissing, Augsburg Zentrum, Friedberg, Dasing, Aichach, Schrobenhausen, Burgau, Jettingen, Krumbach und Neusäß bedient. Ein Shuttleservice verbindet morgens und nachmittags die Schule ohne Haltestelle in 15 Minuten mit dem Augsburger Hauptbahnhof. Weiterhin wird die Schule vom öffentlichen Nahverkehr von der Regionalbuslinie 306 der DB Regio Bus Bayern GmbH (DRB) nach Aindling, der Regionalbuslinie 512 der Schwabenbus GmbH nach Stadtbergen sowie der Stadtbuslinie 58 der Gersthofer Verkehrsgesellschaft mbH (GVG) angefahren. Insgesamt reicht heute das Einzugsgebiet der Schule durch die schnelle Erreichbarkeit mit Bahn und Shuttle bis in den Westen Münchens.

## Pädagogische Arbeit, Lehrplan und Angebote

### Pädagogische Arbeit
Das pädagogische Ziel der ISA ist, ein kooperatives und integratives Lernklima zu schaffen, um das individuelle Potenzial der Schüler zu fördern und ihnen eine bestmögliche internationale Ausbildung zu bieten. Dieses Streben fasst die Schule unter dem Leitbild „Learning to be me in a global community“ zusammen. Durch die Förderung von interkulturellem Verständnis bemüht sich die ISA darum, zu einer nachhaltigeren und friedlicheren Welt beizutragen. Die Lehrer unterstützen Schüler dabei, verantwortungsbewusste Menschen zu werden. Dabei sollen sie ihre eigene Identität in einer globalisierten Welt finden. Die Schule vermittelt nicht nur Fertigkeiten und Wissen, sondern auch Werte, die den Schülern ein respektvolles Miteinander ermöglichen, und sie auf ihre Zukunft vorbereiten sollen. Eine respektvolle Kommunikation und die Entwicklung sozialer Kompetenzen sind außerdem Bestandteil der Schulkultur.

### Lehrplan
Der Lehrplan basiert auf den Richtlinien der Internationalen Baccalaureate Organisation IBO und wird in enger Zusammenarbeit mit anderen internationalen Schulen und dem bayerischen Kultusministerium erstellt. Er bietet auch für deutsche Kinder eine gute Grundlage für deren zukünftigen Bildungsweg. Die Schule unterteilt sich in der LOWER SCHOOL in den/die Kindergarten/Vorschule (Early Learning Centre, 3–5 Jahre) und die Grundschule (Elementary School, Klassen 1–5). Die UPPER SCHOOL unterscheidet sich in die Middle School (Klassen 6-8) und die High School mit den IGCSE Jahrgangsstufen Klassen 9-10 und dem IB Diploma Programme in den Klassen 11-12. Die 10. Klasse wird mit dem IGCSE (International General Certificate of Secondary Education) abgeschlossen. In der 12. Klasse folgt das International Baccalaureate Diploma (internationales Abitur). Beide Abschlüsse werden weltweit und in Bayern mit der dem bayerischen System entsprechenden Fächerwahl als Mittlere Reife bzw. allgemeine Hochschulreife / Abitur anerkannt. Das Lehrerkollegium wird unter Berücksichtigung der Anforderungen der bayerischen Schulbehörden weltweit rekrutiert.
Unterrichtssprache ist Englisch, Deutsch wird als Landessprache und somit als ein Schwerpunktfach, Spanisch ab der 7. Klasse als Fremdsprache unterrichtet. Darüber hinaus erfüllt die Schule ihren Auftrag als Internationale Schule durch das Angebot mehrerer Muttersprachprogramme. Kinder mit anderem sprachlichen Hintergrund werden durch das Spezialfach „English as additional language“ (EAL) in unterschiedlichen Stufen an das Niveau ihrer Klasse herangeführt. Gleiches gilt für ein Zusatzangebot "German as additional language (GAL). Besondere Schwerpunkte bietet die ISA in Sport, Kunst, Musik und Medien-IT. Sowohl im pädagogischen Umfeld als auch administrativ setzt die Schule auf cloud-basierte Technologien. Google Applikationen und Hardware, wie Google Classroom, G-Drive, G-Suite oder Chromebooks, bilden die zentrale Unterrichts- und Arbeitsumgebung.
Der Unterricht an der ISA folgt einem konstruktivistischen Ansatz und ist durch die folgenden Methoden gekennzeichnet:
Inquiry-based teaching (Forschendes Lernen)
Concept-based teaching (Konzeptbasiertes Unterrichten)
Interdisciplinary (Fächerübergreifend)
Project-based learning (Projektorientiertes Lernen)
Writers’ workshop (Schreibwerkstatt)
Die Schule investiert kontinuierlich in eine moderne Infrastruktur und professionelle Systeme, um ein sicheres und modernes technologisches Umfeld zu schaffen, in dem alle Schüler, Lehrer und die Verwaltung Technologie effektiv nutzen, um die Ziele der Schule zu unterstützen. So ermöglicht das Digital-Konzept alle Unterrichtsformen als vollwertiges Unterrichtsprogramm: online, hybrid oder in Präsenz. Schüler, Lehrer, Eltern und Mitarbeiter in der Verwaltung sind es gewöhnt, in der Cloud zusammenzuarbeiten.
Des Weiteren verfügt die Schule über ein Kontingent an Notebooks, das Schülern zur Verfügung gestellt werden können, die kein eigenes Equipment zur Verfügung haben.

### Angebote
Besondere außercurriculare (nicht im Stundenplan vorgeschriebene) Angebote sind das ehrenamtliche „CAS – Creativity, Action, Service“ Projekt, in dem sich Schüler ab der 11. Klasse sowohl sozial in gemeinnütziger Arbeit engagieren als auch in Umweltprojekten wie beispielsweise zur Verwendung von Recyclingpapier oder der Kampagne „Recycle, Reduce, Reuse.“ Die Schüler nehmen außerdem an Outdoor-Programmen oder der Theatergruppe teil. Das Musikprogramm beinhaltet wöchentliche Unterrichtsstunden, den Chor, Instrumentalunterricht und das Schulorchester. Regelmäßige Konzerte geben den Schülern die notwendigen Auftrittsmöglichkeiten. Als Ganztagsschule verfügt die Schule über ein breites Zusatzangebot an Aktivitäten, vor, während und nach dem Unterricht, das sog. Extra Curriculum Programme.

## Kooperationen, Vereine, Öffentlichkeitsarbeit
Seit 2005 besteht die Schülervertretung „Student Council“. Der Förderverein „Freunde der International School Augsburg ISA e.V.“ wurde 2005 gegründet und unterstützt die Schule bei der Anschaffung von zusätzlichem Lehr- und Lernmaterial sowie bei weiteren schulischen Aktivitäten wie z. B. Unterrichtsreisen.
Die ISA Roomparents fördern als Elternvertretung mit unterschiedlichen Projekten das positive Schulklima und eine umfassende Gesamtausbildung der Schüler.
Die ISA publiziert ein im Jahresturnus erscheinendes Yearbook und einen wöchentlichen Newsletter. Es gibt außerdem ein wöchentliches Community-update und einen Schülernewsletter von und für Schüler.

## Akkreditierungen und Mitgliedschaften
- 2019: Re-Akkreditierung bei der CIS
- 2017: IB-PYP-Reautorisierung
- 2016: Arbeitsgemeinschaft Internationaler Schulen in Bayern (AISB)
- 2012: Akkreditierung bei der CIS und NEASC
- 2010: Autorisierung für das IB Diploma (IB World School)
- 2009: IB-PYP-Autorisierung (IB World School)
- 2008: Mitglied des Council of International Schools (CIS), recognised Cambridge Examinations Centre (IGCSE)
- 2005: Mitglied der Association of German International Schools (AGIS)
- 2005: Anerkennung als bayerische Ersatzschule (G1-9), Arbeitsgemeinschaft Internationaler Schulen in Deutschland e.V. (AGIS)

## Rechtliche Struktur
Die ISA ist eine gemeinnützige Aktiengesellschaft (gAG). Sie ist eine Kapitalgesellschaft in der Rechtsform einer Aktiengesellschaft, deren Erträge für gemeinnützige Zwecke verwendet werden müssen (§ 55 Abs. 1 Nr. 1 Satz 2 AO).